# Tommy Herzog
Tommy Herzog (ur. 25 marca 1977) – szwajcarski bobsleista, srebrny medalista mistrzostw świata.

## Kariera
Największy sukces w karierze osiągnął w 2007 roku, kiedy wspólnie z Ivo Rüeggiem wywalczył srebrny medal w dwójkach podczas mistrzostw świata w Sankt Moritz. Był to jednak jego jedyny medal wywalczony na międzynarodowej imprezie tej rangi. Był też między innymi piąty w czwórkach na rozgrywanych w 2008 roku mistrzostwach świata w Altenbergu. Dwukrotnie stawał na podium zawodów Pucharu Świata: 27 stycznia 2008 roku w Sankt Moritz był trzeci w dwójkach, a 3 lutego 2008 roku w Königssee zajął drugie miejsce w zawodach mieszanych. Nigdy nie wystąpił na igrzyskach olimpijskich.